# Zahnwale

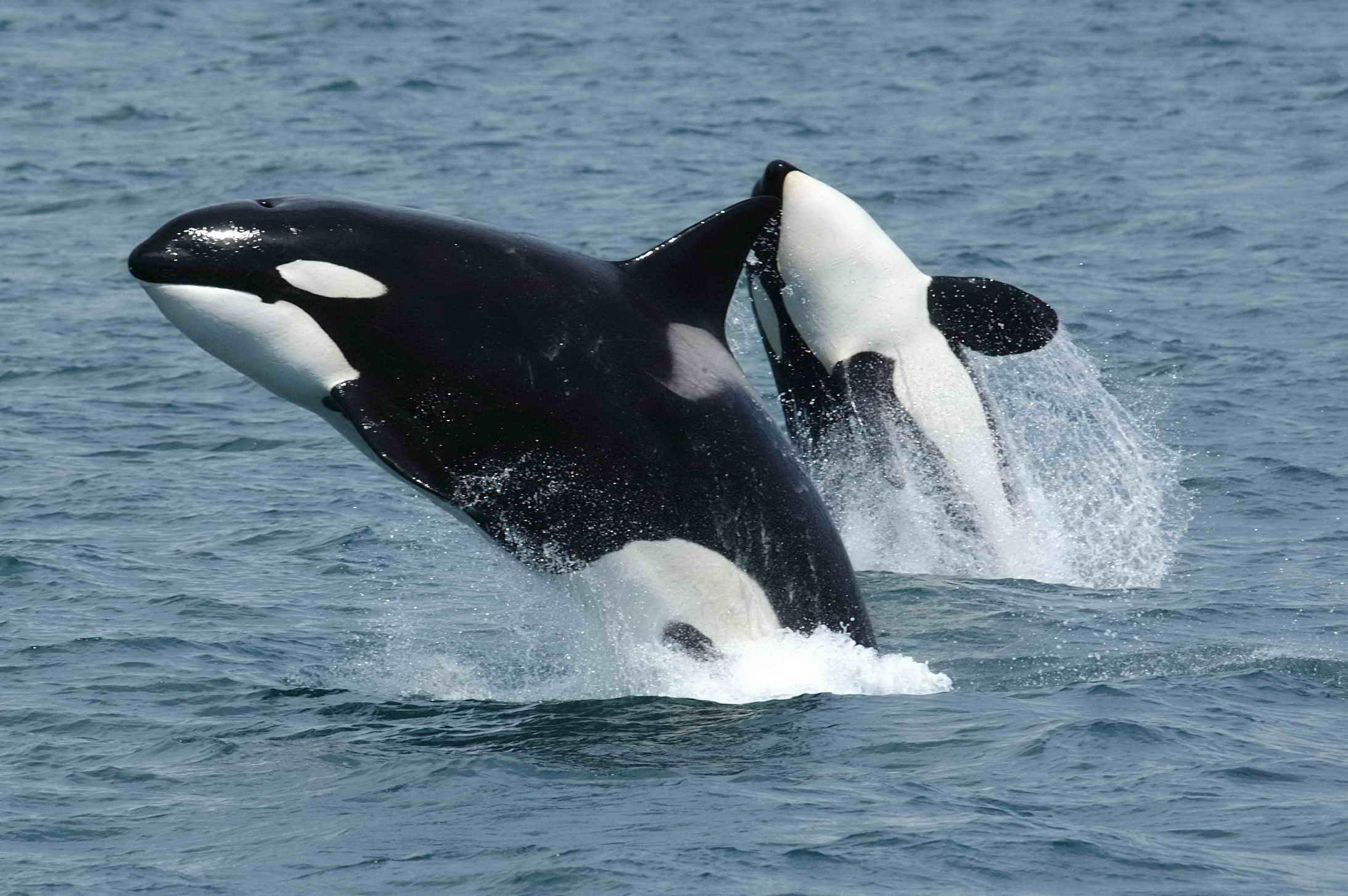
Springende Schwertwale

Die Zahnwale (Odontoceti) sind eine der beiden Unterordnungen der Wale (Cetacea). Sie zeichnen sich vor allem durch das namensgebende Vorhandensein von Zähnen aus, deren Form und Anzahl jedoch innerhalb der Gruppe stark variiert. Außerdem besitzen sie im Gegensatz zu den Bartenwalen (Mysticeti) nur ein, nicht zwei Blaslöcher. Zahnwale sind carnivor und ernähren sich hauptsächlich von Fischen, Tintenfischen und in manchen Fällen von anderen Meeressäugern.
Die bekannteste und gleichzeitig artenreichste Familie der Zahnwale sind die Delfine.

## Anatomie
Fast alle Zahnwale sind sehr viel kleiner als die Bartenwale. Nur der Pottwal wird zu den Großwalen gezählt. Die übrigen Arten sind klein bis mittelgroß. Weiterhin unterscheiden sich Zahnwale von Bartenwalen dadurch, dass sie nur ein einziges Blasloch haben.
Die Zähne sind bei den verschiedenen Arten ganz unterschiedlich ausgeprägt. Viele Zahnwale besitzen sehr viele Zähne, bis zu 100 bei einigen Delfinen. Der Narwal hat dagegen einen langen Stoßzahn und bei den fast zahnlosen Schnabelwalen haben die Männchen bizarr geformte Zähne. Bei den Zahnwalen ist es relativ einfach, das Alter zu bestimmen. Jedes Jahr bildet sich auf ihren Zähnen eine neue Schicht, was in etwa den Jahresringen eines Baumes entspricht. Der älteste Zahnwal, den man bisher fand, war ein Pottwal mit 70 Ringen. Bei den großen Tümmlern geht man von einem Spitzenalter von 40 Jahren aus.

## Verhalten

### Fortbewegung
Die meisten Zahnwale sind schnelle Schwimmer. Die kleinen Arten reiten gelegentlich auf Wellen, etwa den Bugwellen von Schiffen. Besonders häufig sind dabei Delfine wie der Spinner anzutreffen, die auch bekannt für ihre akrobatischen Sprünge sind.

### Töne
Lautgebungen spielen bei Zahnwalen eine große Rolle. Neben zahlreichen Pfeiflauten zur Kommunikation beherrschen sie den Einsatz von Ultraschalltönen für die Echoortung. Dieser Sinn ist insbesondere bei der Jagd von großer Bedeutung.

### Sozialverhalten
Meist leben Zahnwale in Gruppen von einigen bis etwa einem Dutzend Tieren. Diese so genannten Schulen können sich vorübergehend zu größeren Ansammlungen bis zu tausenden Walen zusammenschließen. Zahnwale sind zu komplexen Leistungen in der Lage, etwa zur Kooperation bei der Jagd auf Fischschwärme. In Gefangenschaft beweisen einige Arten eine hohe Lernfähigkeit, weswegen sie von Zoologen zu den intelligentesten Tieren gezählt werden.

## Taxonomie
Man unterteilt die rezenten Zahnwale heute in zehn Familien:
- Pottwale (Physeteridae)
- Zwergpottwale (Kogiidae)
- Schnabelwale (Ziphiidae)
- Gangesdelfine (Platanistidae)
- Amazonas-Flussdelfine (Iniidae)
- † Chinesischer Flussdelfin (Lipotidae)
- La-Plata-Delfin (Pontoporiidae)
- Gründelwale (Monodontidae)
- Schweinswale (Phocoenidae)
- Delfine (Delphinidae)

Es gibt mehrere Ansätze, diese Familien zu Überfamilien zusammenzufassen. Als gesichert gilt allein, dass die Familien der Delfine, Schweinswale und Gründelwale miteinander verwandt sind. Sie werden manchmal als Delfinartige (Delphinoidea) zusammengefasst. Dagegen war die Systematik der Flussdelfine umstritten. Manchmal wurden sie in einer Familie zusammengefasst, manchmal als lediglich konvergent entwickelte Tiere in vier Familien unterteilt. Nach molekulargenetischen Untersuchungen ist die Sonderstellung der Gangesdelfine und die Verwandtschaft der übrigen drei Gattungen (Inia, Pontoporia und Lipotes) wahrscheinlich. Pottwale und Zwergpottwale sind ursprüngliche Familien der Zahnwale und stehen den übrigen Familien als Schwestergruppe gegenüber.

## Menschlicher Einfluss
Der Pottwal wurde lange Zeit für die Industrie intensiv gejagt, vor allem wegen des früher für die Parfümherstellung eingesetzten Ambra. Während auf einige Kleinwale wie den Grindwal noch heute Jagd gemacht wird, sind die meisten Arten hauptsächlich durch den Beifang bedroht. Insbesondere beim Thunfischfang ertrinken Tausende von Delfinen in den Netzen.
Die Haltung von Kleinwalen, zumeist Großen Tümmlern, Schwertwalen und Belugas, ist eine große Attraktion für Ozeanarien und Zoos. Sie ist jedoch wegen des großen Platzbedarfs der Meeressäuger umstritten. Das Gleiche gilt für den Einsatz in der Delfintherapie.